# Balloniscus insularum-infra-ventum
Balloniscus insularum-infra-ventum is een pissebed uit de familie Balloniscidae. De wetenschappelijke naam van de soort is voor het eerst geldig gepubliceerd in 1952 door Vandel.